# Владимир Жданов
Владимир Иванович Жданов (рус. Влади́мир Ива́нович Жда́нов; Кијев, 29. април 1902 — Београд, 19. октобар 1964) био је учесник Руског грађанског рата и Великог отаџбинског рата, генерал-пуковник Црвене армије, Херој Совјетског Савеза и народни херој Југославије.

## Биографија
Рођен је 29. априла 1902. у Кијеву. Након школовања радио је у електичној централи у Јесентукију у Ставропољском крају. Августа 1920, у време завршних битака грађанског рата у Русији, ступио је као добровољац у радничко-сељачку Црвену армију. Борио се на северном Кавказу и учествовао у биткама за Кисловодск, Пјатигорск, Наљчик, Грозни и др. Рањен је септембра 1920, а годину дана касније је пуштен на дуже одсуство. Августа 1923. поново је враћен у активну војну службу.
Године 1926. завршио је Пешадијску школу у Кијеву, на којој је стекао велико искуство у командовању. Септембра исте године постављен је на дужност командира вода 70. пешадијског пука 24. прешадијске дивизије 17. стрељачког корпуса Украјинског војног округа. Од септембра 1928. био је командант града Винице у Украјинској ССР, а од септембра 1931. командант митраљеске чете 70. пешадијског пука.
Године 1932. у Лењинграду је завршио курс за усавршавање официра оклопних јединица Црвене армије и након тога прешао у тенковске јединице. Од марта 1932. био је командир тенковске чете, а потом начелник радионице 32. одвојеног тенковског батаљона. Августа исте године постављен је за начелника радионице Петог тенковског пука Волшке војне области. Априла 1933. прешао је у 11. механизовани пук 11. коњичке диивзије у Оренбургу, где је био на дужностима — шефа радионице, помоћника начелника штаба и начелника пуковске школе. Марта 1936. прелази у Пешадијску школу у Казању, где је предавао тактику и аутомобилску технику, а од октобра 1938. био начелник школске оклопне службе.
Године 1940. ванредно је дипломирао на Војној академији Фрунзе, након чега је од априла исте године био универзитетски инспектор у Штабу Волшке војне области. Непосредно пред напад Сила Осовине на Совјетски Савез, 3. јуна 1941. постављен је за заменика начелника Тенковске школе у Сизрању. На овој дужности налазио се првих месеци Великог отаџбинског рата. У Комунистичку партију Совјетског Савеза (КПСС) примљен је 1941. године.
Почетком 1942. завршио је убрзани курс Више војне академије Ворошилов, након чега је маја исте године упућен на фронт. Налазио се на дужности начелника штаба 13. тенковског корпуса (корпус је јануара 1943. преименован у 4. гардијски механизовани корпус) и учествовао је у одбрамбеним борбама на Дону и код Стаљинграда, као и у офанзиви совјетских трупа код Стаљинграда, у Ростову, Донбасу и др. За заслуге у дотадашњим борбама, 7. јуна 1943. је Указом Савета народних комесара СССР унапређен у чин генерал-мајора, а за команданта 4. гардијског механизованог корпуса (тада у саставу Другог, а потом у саставу Трећег украјинског фронта) постављен је 31. марта 1944. и на овој дужности истао је до краја рата.
Механизовани корпус се дуже време налазио у саставу коњичко-механизоване групе Трећег украјинског фронта, која је више пута учествовала у дубоким продорима у непријатељске позадине и била окружена јаким непријатељским снагама. Своје командантске способности посебно је исказао августа 1944. у борбама на југу Украјине, у јашко-кишњевској операцији, којом је совјетским трупама отворен пут на Балкан. Вешто је руководио борбеним формацијама корпуса приликом пробијања непријатељске одбране на Дњестру и пориликом опкољавања непријатељске Кишењевске групације, када је заробљено око 14.000 непријатљеских војника и официра. За заслуге у овим борбама 13. септембра 1944. је Указом Президијума Врховног совјета СССР проглашен херојем Совјетско Савеза и одликован Орденом Лењина, а Указом Савета народних комесара СССР унапређен у чин генерал-лајтнанта.
Након ослобођења Бугарске, септембра 1944, његов корпус је прешао у Југославију, где је учествовао у борбама за ослобођење њених источних делова. У току Београдске операције, октобра 1944, борци 4. гардијског механизованог корпуса, борили су се заједно са борцима Народноослободилачке војске Југославије (НОВЈ).  За заслуге у борби против заједничког непријатеља и допринос ослобођењу Београда Указом Председништва АВНОЈ-а одликован је 6. новембра 1944. Орденом народног хероја.
Његов механизовани корпус истакао се у току Будимпештанске операције, када је у близини Естергома успео да изврши затварање окружења око будимпештанске непријатељске групације. Потом је у близини Будимпеште извршио заузимање градова Кунсентмиклош, Хатван и Балашађармат и одбио непријатељске контранападе. Фебруара 1945. механизовани корпус се борио да задржи и прошири мостобран на реци Хрон у јужној Чехословачкој, након чега се налазио у резерви.
После завршетка Другог светског рата наставио је да командује 4. гардијским механизованим корпусом до његовог расформирања, а потом 5. гардијском механизованом дивизијом. Од јуна 1947. до априла 1949. био је командант 6. гардијске механизоване армије у Забајкалском војном округу. Године 1950. завршио је курс на Вишој војној академији Ворошилов и од марта 1951. био начелник штаба, а потом заменик команданта Далекоисточне војне области. Од августа 1953. је био помоћник команданта Јужно-уралског војног округа, а од априла 1954. помоћник команданта Централне групе снага. Од јула исте године налазио се на дужности начелника Управе за борбену обуку Централне групе снага. Од септембра 1955. био је први заменик команданта Забајкалског војног округа.
Септембра 1961. постављен је за вишег војног саветника при комади војног округа Народне армије Немачке Демократске Републике (ДДР). Указом Савета министара СССР 13. априла 1964. унапређен је у чин генерал-пуковника, а јуна исте године постављен је за начелника Војне академије оклопних снага.
Октобра 1964. одређен је за члана совјетске војне делегације која је требала да дође на прославу двадесетогодишњице ослобођења Београда. Заједно са њим, у делегацији су између осталих били — маршал Совјетског Савеза Сергеј Бирјузов, генерал-мајор Николај Мирoнов, генерал-лајтнант Николај Шкодунович, генерал-лајтнант у пензији Иван Кравцов и генерал-мајор у пензији Леонид Бочаров. Приликом доласка у Београд, 19. октобра 1964. авион Иљушин Ил-18 је услед слабе видљивости ударио у врх Авале и у овој авионској несрећи страдали су свих 18 чланова делегације и посаде авиона.
Сви страдали у авионској несрећи сахрањени су у заједничкој гробници у гробљу Новодевичје у Москви.  На месту погибије је 1965. подигнут Споменик совјетским ратним ветеранима, а једна од главних улица у Београду дуги низ година носила је име генерала Жданова, али јој је 1997. враћен стари назив Ресавска. Од 2017. друга улица у Новом Београду понела је његово име.
Поред звања хероја Совјетског Савеза и народног хероја Југославије, одликован је са два Ордена Лењина, три Ордена Црвене заставе, Орденом Суворова првог реда, два Ордена Суворова другог реда, Орденом Црвене звезде и др. Постхумно је 20. октобра 1964. одликован Орденом ратне заставе.